# Bacille fusiforme
Les bacilles fusiformes sont des bactéries en forme de fuseau. C'est notamment le cas de l'embranchement des Fusobacteriota.
Ces bacilles ont surtout une localisation respiratoire (abcès pulmonaires, pleurésies). Ils sont le plus souvent associés à d'autres anaérobies ou à des streptocoques. Dans l'angine de Vincent, une variété de fusiformes est associée à un spirochète (association fuso-spirillaire).